# 1662 w literaturze
Wydarzenia literackie w 1662 roku.

## Nowe książki
- polskie
  - Marcin Borzymowski – Morska nawigacja do Lubeka
- zagraniczne
  - Joost van den Vondel – Joannes de Boetgezant
  - Michael Wigglesworth – The Day of Doom

## Zmarli
- Blaise Pascal – francuski filozof, matematyk i pisarz